# 景天相
景天相，陝西省西安府富平縣人，清朝政治人物、同進士出身。
光緒六年（1880年），参加庚辰科殿試，登進士三甲第126名。同年五月，著交吏部掣签，分发各省以知县即用。擔任湖南衡阳县知县，后被罷免。有子景志伊、景志傅。